# Der Wunschpunsch
Der Wunschpunsch ist eine 52-teilige Zeichentrickserie aus den Jahren 2000 bis 2001. Die Koproduktion von Saban International Paris und ARD/DEGETO  basiert auf Motiven aus Michael Endes Kinderbuch Der satanarchäolügenialkohöllische Wunschpunsch. Die Figuren und Hintergründe entwarf Andreas Strozyk, die Musik stammt von Michel Dax, Regisseur ist Philippe Amador.
Die Schwarzmagier Beelzebub Irrwitzer und Tyrannja Vamperl haben sich vertraglich verpflichtet, Flüche über die Stadt Mikropolis zu verhängen. Ihre Haustiere, ein junger Kater und ein alter Rabe, arbeiten dabei allerdings stets gegen sie: Es sind Spione des „Hohen Rates der Tiere“.

## Inhalt
Der altmodische Laborzauberer Beelzebub Irrwitzer und seine fortschrittliche Tante, die Geldhexe Tyrannja Vamperl haben beide einen Vertrag mit dem Minister der äußersten Finsternis abgeschlossen. Dieser Vertrag gewährt ihnen große Macht über Menschen, Tiere und die restliche Natur. Im Gegenzug verpflichteten sie sich zu möglichst vielen Untaten. In den meisten der 52 Folgen erscheint zuerst der Abgesandte der Hölle Maledictus Made in der Villa Albtraum, dem Wohnort der beiden Magier, und fordert die Verhängung eines dauerhaften Fluches über die Stadt Mikropolis. Danach brauen Beelzebub und Tyrannja einen mächtigen Zaubertrank, den Satanarchäolügenialkohöllischen Wunschpunsch. Der damit (und mit zwei magischen Pergamenthälften) erzeugte Fluch wird nach sieben Stunden dauerhaft, erlischt er zuvor, war alles umsonst. Diesen Umstand nutzen zwei tierische Spione, die sich bei Zauberer und Hexe eingeschlichen haben: Beelzebubs Haustier, der junge dicke eingebildete Kater Maurizio di Mauro und der alte rheumatische mürrische Rabe Jakob Krakel, der bei Tyrannja wohnt. Sie eilen zum „Hohen Rat der Tiere“, wo ihnen dessen Oberhaupt, die Schildkröte Tante Noah einen gereimten „Rätselrat“ gibt. Mit dieser Hilfe können sie die Flüche brechen. Danach erscheint meist Maledictus Made und bestraft die Magier für ihr Versagen.

### Unterschiede zur Vorlage
Nur die erste Episode Der Punsch der Pünsche ist eine (freie) Verfilmung von Michael Endes Roman, während die restlichen lose auf Motiven des Stoffes basieren. Diese erste Episode ist, anders als der Roman, in eine Rahmenhandlung und in eine Binnenerzählung gegliedert: Kater und Rabe erinnern sich in einer Silvesternacht fünf Jahre später an damals, als sie sich eben kennengelernt hatten und den ersten Wunschpunsch-Fluch brachen. Es gibt auch sonst einige Unterschiede: Anstatt die Magier zu belauschen und so das Gegenmittel zu erfahren, bekommen Kater und Rabe von Tante Noah (die im Buch nicht vorkommt) einen Rätselrat. Die Umkehrwirkung des Punsches ist hier, wie auch in den restlichen Folgen, kein Thema, die Zubereitung stellt keine Schwierigkeit dar und er muss zur Vollendung nicht getrunken werden. Nur die zwei Pergamenthälften werden vereint. Maledictus Made zwingt am Ende die beiden zur dauerhaften Zusammenarbeit und „pfändet“ sie nicht. Auch die Charaktere wurden für die Serie verändert: Beelzebub Irrwitzer und Tyrannja Vamperl sind deutlich weniger furchteinflößend als in der Vorlage. Maledictus Made dagegen, der im Buch als unscheinbarer Beamter auftritt, der nur durch kleinere Äußerlichkeiten, wie fehlende Augenlider, als Dämon kenntlich ist, wird zum monströsen Ungeziefer.  Maurizio ist schlauer und Jakob mutiger. Beide verbergen vor den Zauberern, dass sie sprechen können.
Die orakelnde alte Schildkröte ist, wie die anderen Mitglieder des Hohen Rates, eine Ausschmückung des Drehbuchautors, allerdings finden sich Schildkröten häufig in anderen Werken Endes: Die bekanntesten Beispiele sind die hellsehende Kassiopeia in Momo und die Uralte Morla in der Unendlichen Geschichte.
Die Anzahl der Figuren und Schauplätze wurde stark erweitert.

### Figuren (Auswahl)
Buch und Serie
- Beelzebub Irrwitzer – Zauberrat
- Tyrannja Vamperl – Geldhexe
- Maurizio di Mauro – Kater-Spion
- Jakob Krakel – Rabe-Spion
- Maledictus Made – Kontrolleur

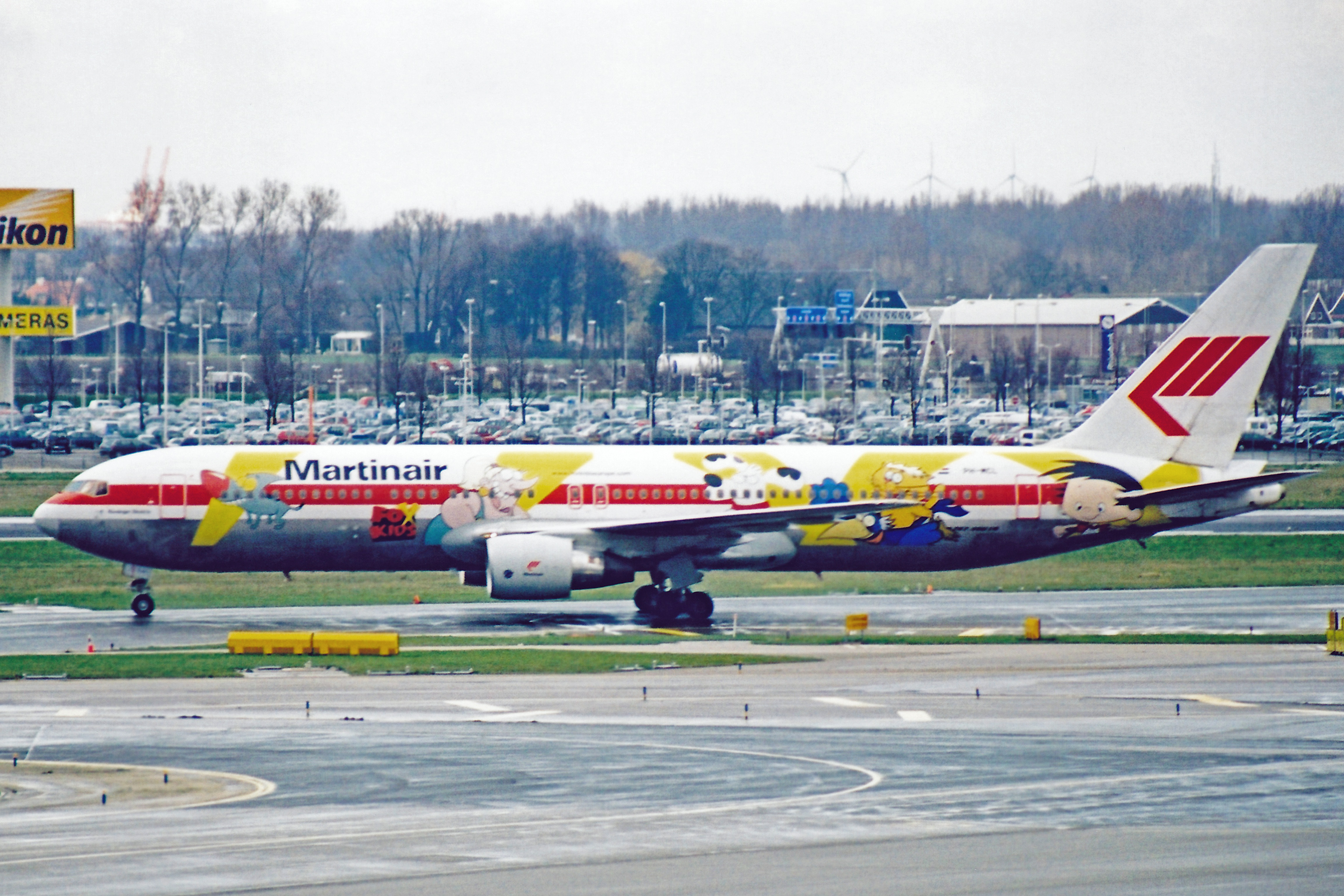
Eine Boeing mit Sonderbemalung. Die Figuren(gruppen) 2 und 4 sind die Geldhexe Tyrannja Vamperl, der Kater Maurizio di Mauro und der Rabe Jakob Krakel

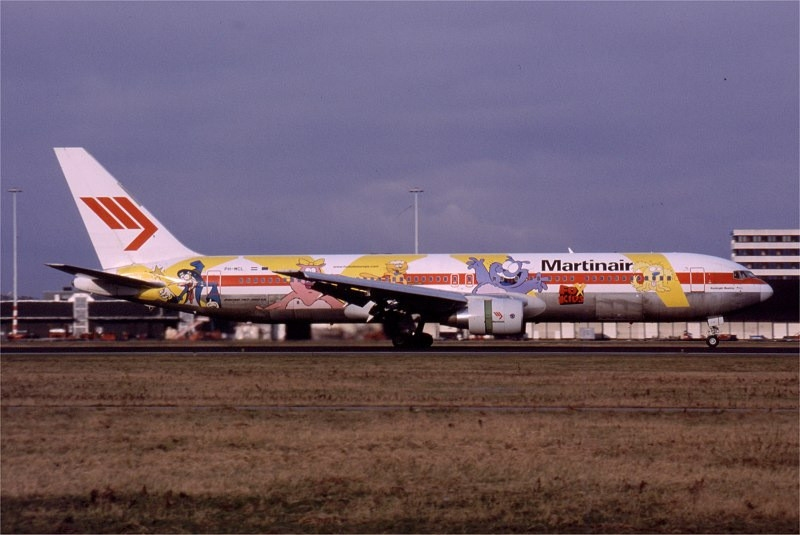
Figur 1: Beelzebub Irrwitzer, Figur 3: Maurizio

- Sankt Silvester – Heiliger (kommt nur in der ersten Folge vor)

Nur Serie
- Tante Noah – Schildkröte. Oberhaupt des Hohen Rates der Tiere
- Diona – Irrwitzers fleischfressende Pflanze
- Familie Kuschel
  - Herr Kuschel – Vater
  - Frau Kuschel – Mutter
  - Koko – Tochter
  - Karl – Sohn
- Bürgermeister Blöff
- Hauptmann Hydrant – Feuerwehrhauptmann
- Feuerwehrhund Florian – Hund von Hauptmann Hydrant
- Barbara Plapper – Reporterin

### Episodenliste mit Zusammenfassungen
Angaben nach Zeichentrickserien.de und fernsehserien.de
| Staffel | Folge | Name                       | Zusammenfassung                                                  | Deutsche Erstausstrahlung |
| ------- | ----- | -------------------------- | ---------------------------------------------------------------- | ------------------------- |
| 1       | 1     | Der Punsch der Pünsche     | Die Zauberer verpesten die Umwelt                                | 09.11.2001                |
| 1       | 2     | Ein Schauermärchen         | Vorgelesene Märchen werden wahr                                  | 12.11.2001                |
| 1       | 3     | Verrücktes Wetter          | Das Wetter ändert sich alle paar Minuten                         | 13.11.2001                |
| 1       | 4     | Wünsche werden wahr        | Wünsche gehen wörtlich in Erfüllung                              | 14.11.2001                |
| 1       | 5     | Grünes Grauen              | Mikropolis verwandelt sich in einen Dschungel                    | 15.11.2001                |
| 1       | 6     | Belebte Bilder             | Gemälde werden lebendig                                          | 16.11.2001                |
| 1       | 7     | Doppelt gemoppelt          | Wer in einen Spiegel sieht, bekommt einen Doppelgänger           | 19.11.2001                |
| 1       | 8     | Furchtbare Weihnacht       | Kinderspielzeug wird lebendig und rebelliert                     | 20.11.2001                |
| 1       | 9     | Fluch der Vergangenheit    | Die Zauberer versetzen die Stadt ins Mittelalter                 | 21.11.2001                |
| 1       | 10    | Maschinen mit Macke        | Haushaltsgeräte vergnügen sich                                   | 22.11.2001                |
| 1       | 11    | Ungeheueres Ungeziefer     | Insekten und Spinnentiere werden riesig                          | 23.11.2001                |
| 1       | 12    | Kinder-Chaos               | Erwachsene verwandeln sich in Kinder                             | 26.11.2001                |
| 1       | 13    | Tierische Verwandlung      | Jeder Mensch wird zu einem Tier                                  | 27.11.2001                |
| 1       | 14    | Tierfreund Made            | Die Zauberer entführen alle Haustiere                            | 28.11.2001                |
| 1       | 15    | Steinzeit-Stress           | Mikropolis wird in die Urzeit zurückversetzt                     | 29.11.2001                |
| 1       | 16    | Wilde Haustiere            | Haustiere werden Bestien                                         | 30.11.2001                |
| 1       | 17    | Nichtsnütze                | Jeder verlernt alles                                             | 03.12.2001                |
| 1       | 18    | Verlier-was-Zauber         | Was gesucht wird, verschwindet                                   | 04.12.2001                |
| 1       | 19    | Magischer Müll             | Müll kehrt verdoppelt ins Haus zurück                            | 05.12.2001                |
| 1       | 20    | Sandflut                   | Die Stadt wird zu einer Sandwüste                                | 06.12.2001                |
| 1       | 21    | Tyrannischer Irrwitz       | Menschen werden Ebenbilder Tyrannjas und Beelzebubs              | 07.12.2001                |
| 1       | 22    | Quälgeister                | Mikropolis wird eine Stadt voller Geister                        | 10.12.2001                |
| 1       | 23    | Schreckliche Scherze       | Menschen und Tiere werden zu Scherzbolden                        | 11.12.2001                |
| 1       | 24    | Haarige Heimsuchung        | Haare fallen aus und wachsen an unpassenden Stellen              | 12.12.2001                |
| 1       | 25    | Lahmer Zauber              | Menschen bewegen sich in Zeitlupe                                | 13.12.2001                |
| 1       | 26    | Rollentausch               | Beelzebub und Bürgermeister Blöff tauschen die Körper            | 14.12.2001                |
| 2       | 1     | Schuhe im Tanzfieber       | Wer Schuhe trägt, muss pausenlos tanzen                          | 30.05.2002                |
| 2       | 2     | Geldrausch in Mikropolis   | Geld vermehrt sich rasend                                        | 31.05.2002                |
| 2       | 3     | Albtraum in Schwarz-Weiß   | Alles verliert seine Farbe                                       | 03.06.2002                |
| 2       | 4     | Magische Anziehungskraft   | Tyrannja wird die begehrteste Frau der Stadt                     | 04.06.2002                |
| 2       | 5     | Auto Attacke               | Menschen werden zu Fahrzeugen                                    | 05.06.2002                |
| 2       | 6     | Ein teuflischer Vertrag    | Beelzebub schließt einen Pakt mit Mephisto                       | 06.06.2002                |
| 2       | 7     | Trostloser Trauerzauber    | Menschen werden schwermütig                                      | 07.06.2002                |
| 2       | 8     | Gefährliche Füße           | Menschliche Füße werden riesengroß                               | 10.06.2002                |
| 2       | 9     | Schrecklich nette Zauberer | Die bösen Zauberer verwandeln sich in „gute“                     | 11.06.2002                |
| 2       | 10    | Fluch der Eitelkeit        | Alle Erwachsenen denken nur noch an sich                         | 12.06.2002                |
| 2       | 11    | Verhexte Warteschlange     | Jeder muss für alles Schlange stehen                             | 13.06.2002                |
| 2       | 12    | Flüchtiger Fluch           | Wände und Türen sind durchlässig                                 | 14.06.2002                |
| 2       | 13    | Wut am Valentinstag        | Valentinsgrüße werden Beleidigungen                              | 17.06.2002                |
| 2       | 14    | Zänkisches Bündnis         | Wer sich streitet, klebt aneinander                              | 18.06.2002                |
| 2       | 15    | Vegetarische Verwandlung   | Menschen verwandeln sich in Obst, Gemüse und Blumen              | 19.06.2002                |
| 2       | 16    | Schaurige Schatten         | Menschen und Tiere werden zu Schatten ihrer selbst               | 20.06.2002                |
| 2       | 17    | Gefährliche Zeitreise      | Die Zauberer versuchen die Geburt Maledictus Mades zu verhindern | 21.06.2002                |
| 2       | 18    | Träume sind Schäume        | Albträume werden Wirklichkeit                                    | 24.06.2002                |
| 2       | 19    | Ein hundsgemeiner Fluch    | Menschen verwandeln sich in Hunde                                | 25.06.2002                |
| 2       | 20    | Aufruhr in Mikropolis      | Männer und Frauen kämpfen um die Vorherrschaft                   | 26.06.2002                |
| 2       | 21    | Zauberhafte Gewinner       | Mikropolis wird zum „Spielshowparadies“                          | 27.06.2002                |
| 2       | 22    | Verfluchter Schnupfen      | Menschen und Tiere bekommen zerstörerischen Schnupfen            | 28.06.2002                |
| 2       | 23    | Ein klitzekleiner Zauber   | Wer nass wird, schrumpft auf die Größe einer Schachfigur         | 01.07.2002                |
| 2       | 24    | Eiskalt verzaubert         | Schneemänner werden lebendig                                     | 02.07.2002                |
| 2       | 25    | Lügen haben lange Nasen    | Menschen und Tiere verwandeln sich in Lügner                     | 03.07.2002                |
| 2       | 26    | Inspektor Made             | Maledictus Made kontrolliert und bestraft die Bewohner der Stadt | 04.07.2002                |

## Sprachversionen
Es gibt neben der deutschen Fassung auch weitere in Französisch (Wounchpounch), Englisch (Wunschpunsch) und Russisch (Вуншпунш). Die Folgen sind in sich abgeschlossen und je nach Sprachversion unterschiedlich angeordnet: Die deutsche erste Folge bildet etwa in der englischen Fassung als Night of Wishes den Abschluss der ersten Staffel.

### Rolle und Sprecher
Die deutsche Fassung entstand im Synchron- und Tonstudio Leipzig. Das Dialogbuch stammt von Andreas Knaup, für die Dialogregie zeichneten Walter Niklaus und Irene Timm verantwortlich.
| Rolle                      | Sprecher            |
| -------------------------- | ------------------- |
| Beelzebub Irrwitzer        | Wolfgang Jakob      |
| Tyrannja Vamperl           | Manon Straché       |
| Kater Maurizio di Mauro    | Sebastian Schulz    |
| Rabe Jakob Krakel          | Joachim Kaps        |
| Schildkröte Tante Noah     | Tom Pauls           |
| Maledictus Made            | Bert Franzke        |
| Karl                       | Karl Rieper         |
| Koko                       | Gina Selle          |
| Herr Kuschel               | Rainer Doering      |
| Frau Kuschel               | Barbara Trommer     |
| Bürgermeister Blöff        | Dieter Bellmann     |
| Feuerwehrhauptmann Hydrant | Matthias Hummitzsch |
| Barbara Plapper            | Frauke Poolman      |
| Aua-Uhr                    | Stefan Senf         |

## Umsetzung
Die Figuren und Hintergründe stammen von Andreas Strozyk. Die Musik komponierte Michel Dax. Regisseur ist Philippe Amador, Produzenten sind Bruno Bianchi und Hubert Gariépy. Der verantwortliche Redakteur beim MDR ist Ralf Fronz. Die Drehbücher verfassten Joël Bassaget, Sylvie Chanteux, Jean Cheville, Frédérique Lenoir, Lasar Maravédis, Laurent O’Heix, Claire Paoletti, Olivier Vanelle und Hélène Skantzikas.
Die Herstellung der 52 Folgen dauerte vier Jahre und fand in Frankreich, Kanada und Korea statt.
Animation: Akom Production Co., Nightstorm Media. Ink & Paint, Compositing: Cinegroup Toonteck, Toon Factory.

## Veröffentlichungen und Freigaben
Der Kinderkanal strahlte die Serie ab 9. November 2001 wochentags von Montag bis Freitag aus. Das Erste folgte ab 18. November 2001 im Sonntagsprogramm.
Nur die ersten sechs Folgen sind bisher auf DVD erschienen. Es gibt keine Altersbeschränkung.
Einige Folgen sind als Hörspiel bei Karussell erschienen, dabei jeweils zwei aufeinander folgende Geschichten pro MC bzw. CD. Erzähler war Thomas Karallus.